# آینا

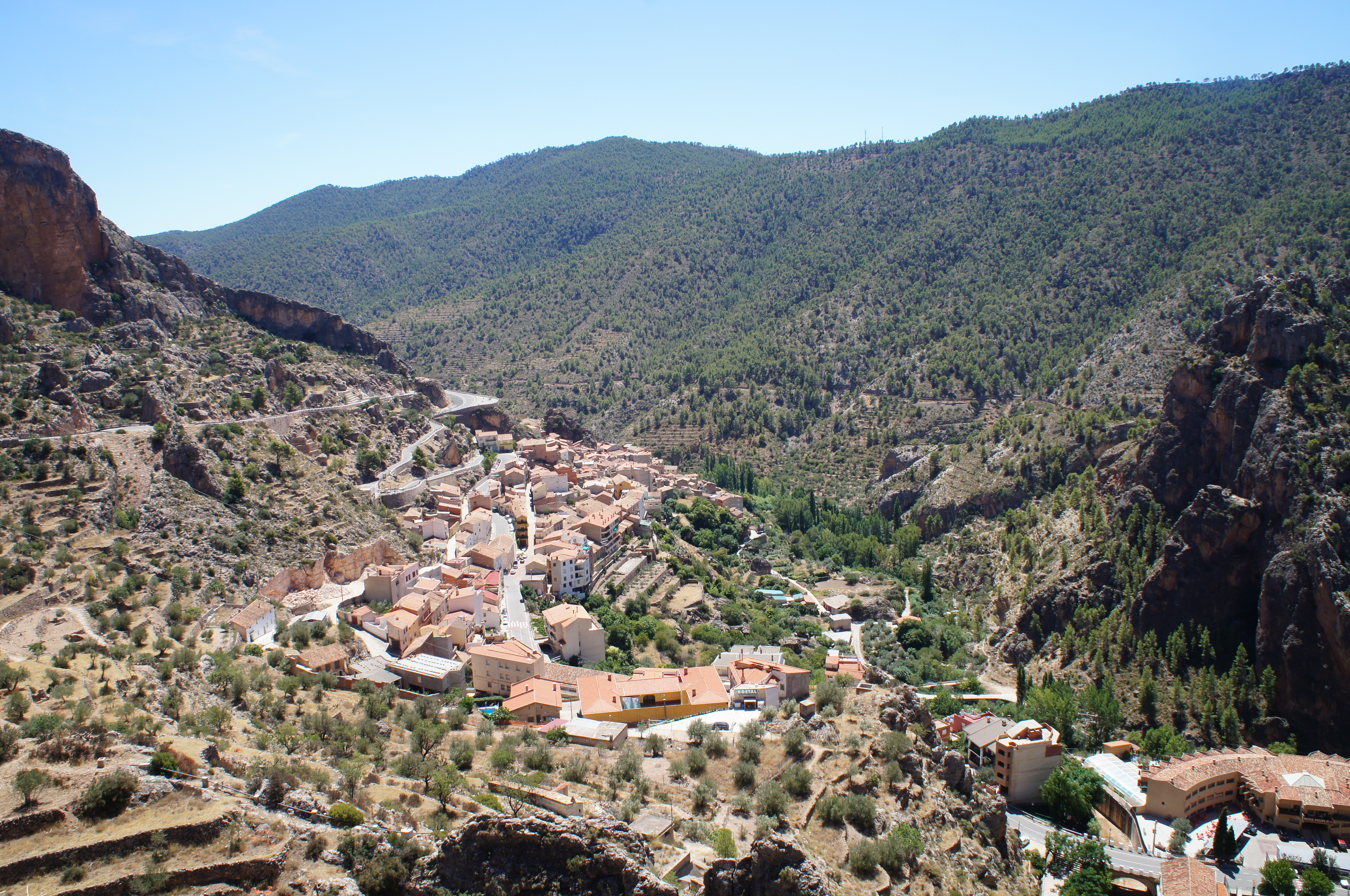
نمایی از دهستان آیانا در استان آلباستهٔ اسپانیا - ۲۰۱۵

آیانا دهستانی در استان آلباستهٔ اسپانیا است.
در این دهستان ۹۱۳ نفر زندگی می‌کنند. مساحت این دهستان ۱۴۶٫۷۵ کیلومتر مربع است.